# Pablo Crespo Penas
Pablo Crespo Penas (Pontevedra, 1 de febrero de 2002) es un deportista español que compite en piragüismo en la modalidad de aguas tranquilas. Es hijo de la piragüista Ana María Penas
Ganó una medalla de oro en el Campeonato Mundial de Piragüismo Sub-23 de 2023, en la prueba de C2 1000 m. Participó en los Juegos Olímpicos de París 2024, ocupando el decimosegundo lugar en la prueba de C1 1000 m.